# 동성동본
동성동본(同姓同本)이란 성과 본관이 같은 겨레붙이를 말한다. 종친(宗親) 또는 종족(宗族)·본종(本宗)·본족(本族)·동종(同宗)이라고도 한다. 이 개념은 엄격한 부계(父系) 중심의 중국식 친족 제도의 영향을 받은 것이다.

## 동성동본 금혼 제도
동성동본 사이의 결혼은 신진 사대부에 의해 성리학이 도입되면서 조선시대 초부터 금지되었고, 일제강점기에도 조선의 관습법으로 인정되었으며, 대한민국에서도 1960년 1월 1일부터 시행된 민법에 이를 규정하였다. 그러나, 중국에서는 중화민국 민법의 친속편(親屬編)이 시행된 1931년 5월 5일 동성금혼 제도가 폐지되었고, 북한에서는 1948년에 동성동본금혼 제도가 폐지되었는데, 대한민국 민법 제정 당시에도 이에 대해 시대착오적 입법이라는 반론이 있었다.
동성동본 금혼 규정에 대해서는 친족 관계를 확인하기 어려운 지나치게 광범위한 범위에서 단지 성과 본관이 같다는 이유로 혼인을 금지하는 것은 타당성이 없다는 이유로 계속 이의가 제기되었으며, 1978년, 1988년, 1996년에는 각각 1년 동안 '혼인에 관한 특례법'을 시행하여 동성동본인 사실혼 부부가 혼인신고를 할 수 있도록 법적으로 구제하였다. 결국, 1997년 7월 16일에 헌법재판소는 이 규정에 대해 헌법불합치 결정을 내려 효력을 중지시켰고, 2005년 3월 2일 국회에서 민법 개정안을 의결함으로써 같은 해 3월 31일에 폐지되었다.
현재 대한민국에서는 8촌 이내의 혈족, 6촌 이내의 인척 사이에서의 혼인을 금지하고 있다.

## 민법 제809조의 개정 내용

### 개정 전
제809조(동성혼등의 금지) ①동성동본인 혈족 사이에서는 혼인하지 못한다.
②남계혈족(男系血族)의 배우자, 부(夫)의 혈족 및 기타 8촌 이내의 인척이거나 이러한 인척이었던 자 사이에서는 혼인하지 못한다.

### 현행
제809조(근친혼 등의 금지) ①8촌 이내의 혈족(친양자의 입양 전의 혈족을 포함한다) 사이에서는 혼인하지 못한다.
②6촌 이내의 혈족의 배우자, 배우자의 6촌 이내의 혈족, 배우자의 4촌 이내의 혈족의 배우자인 인척이거나 이러한 인척이었던 자 사이에서는 혼인하지 못한다.
③6촌 이내의 양부모계(養父母系)의 혈족이었던 자와 4촌 이내의 양부모계의 인척이었던 자 사이에서는 혼인하지 못한다.